# Układ pokarmowy człowieka

Schemat układu pokarmowego człowieka

Układ pokarmowy – w anatomii człowieka układ narządów, którego najważniejszym zadaniem jest pobieranie pokarmów i wody, trawienie i przyswajanie składników odżywczych niezbędnych do prawidłowego funkcjonowania organizmu. Trawienie polega na rozkładzie żywności na coraz mniejsze składniki, aż do momentu, gdy mogą one zostać wchłonięte i przyswojone przez organizm i wykorzystane do produkcji energii, wzrostu i naprawy komórek. Białka rozpadają się na aminokwasy
Tłuszcze rozpadają się na kwasy tłuszczowe i glicerynę. Węglowodany rozpadają się na cukry proste. Proces trawienia składa się z trzech etapów: fazy głowowej, fazy żołądkowej i fazy jelitowej. Niestrawione, zbędne resztki pokarmowe podlegają usunięciu (defekacja).
W skład układu pokarmowego człowieka wchodzą:
- przewód pokarmowy
- trzy gruczoły:
  - wątroba - produkuje i wydziela żółć, która spływa do pęcherzyka żółciowego, w którym jest okresowo magazynowana i zagęszczana. W wątrobie zachodzą intensywne procesy metaboliczne, dlatego krew przepływając przez nią ogrzewa się, a potem roznosi ciepło po całym organizmie. W ten sposób wątroba uczestniczy w utrzymaniu stałej temperatury ciała. Wątroba jest rodzajem filtra, przez który przechodzi pokarm wchłonięty do krwi z jelita. Zanim dotrze on do komórek, musi być pozbawiony trucizn, np. alkoholu i składników leków[1]
  - trzustka z funkcją wewnątrzwydzielniczą (wytwarza hormony) i zewnątrzwydzielniczą - produkuje enzymy trawienne[1]
  - ślinianki - wydzielają ślinę, która zmiękcza rozdrobniony pokarm, zlepia go i ułatwia połykanie. W ślinie znajdują się również: substancje bakteriobójcze niszczące drobnoustroje, które dostają się do jamy ustnej wraz z pożywieniem, substancje neutralizujące kwaśne składniki pokarmowe (by chronić szkliwo) oraz enzymy trawienne[1].

## Przewód pokarmowy
Usta są początkowym odcinkiem, otworem prowadzącym do bardzo długiego (ok. 12 m) przewodu pokarmowego, który kończy się odbytem. Przewód ten ściśle współpracuje z gruczołami wydzielającymi do jego wnętrza soki zawierające enzymy trawienne.
Przewód pokarmowy dzieli się na kilka połączonych ze sobą odcinków zebranych w grupach:
- jama ustna
- gardło
- przełyk
- żołądek
- jelito cienkie
- jelito grube.

### Jama  ustna
W anatomii człowieka jama ustna jest początkowym odcinkiem przewodu pokarmowego i jest podzielona na przedsionek jamy ustnej i właściwą jamę ustną, w której następuje wstępna, mechaniczna obróbka pokarmu i przygotowanie go do dalszego trawienia. Pokarm zostaje rozdrabniany, miażdżony i mieszany ze śliną, która zawiera enzym trawienny amylazę ślinową (ptialinę). Gdy połykasz, język wpycha pokarm do gardła. Język jest mięsistym i muskularnym narządem zmysłu, a pierwsze informacje sensoryczne są odbierane za pośrednictwem kubków smakowych w brodawkach na jego powierzchni. Jeśli smak jest przyjemny, język zaczyna manipulować pokarmem w ustach, co stymuluje wydzielanie śliny z gruczołów ślinowych. 
Dorosły człowiek ma 32 zęby, 16 w szczęce i 16 w żuchwie:
- 4 siekacze
- 2 kły
- 4 zęby przedtrzonowe
- 6 zębów trzonowych

U dzieci występuje 20 zębów mlecznych (brak przedtrzonowych i jednej pary trzonowych – jedna para w jednej części: w żuchwie lub szczęce).
Siekacze służą do odgryzania kęsów, kły do rozrywania pokarmu, a zęby trzonowe i przedtrzonowe do jego rozcierania. W trakcie żucia pokarmu jest on zwilżany śliną wydzielaną przez ślinianki, czyli gruczoły ślinowe których przewody uchodzą do jamy ustnej. W ślinie rozpuszczane są cząsteczki pokarmu, na których obecność wyczulone są rozmieszczone na języku kubki smakowe. Dzięki nim wyczuwane są konsystencja, temperatura, smak, zapach i to czy dany pokarm nadaje się do spożycia.
Po uformowaniu kęsa pokarmowego zostaje on przekazany do dalszej części przewodu pokarmowego w akcie połykania.
Jama ustna składa się z przedsionka jamy ustnej i jamy ustnej właściwej. Przedsionek ograniczony jest od przodu wargami górną i dolną, a od tyłu łukami zębowymi. Do jamy ustnej uchodzą przewody trzech par gruczołów ślinowych: ślinianek przyusznych, podjęzykowych i podżuchwowych.

### Gardło
Gardło – wspólny odcinek dróg oddechowych i pokarmowych, stanowiący przedłużenie jamy ustnej i jamy nosowej, przechodzący dalej w przełyk i krtań. Gardło zbudowane jest z mięśni poprzecznie prążkowanych pokrytych od zewnątrz tkanką zbitą, a od wewnątrz błoną śluzową. Gardło ciągnie się od podstawy czaszki, aż do miejsca przejścia w przełyk, to jest do wysokości siódmego kręgu szyjnego. Mięśnie gardła tworzą ścianę tylną i ściany boczne. Na ścianach bocznych znajdują się ujścia trąbek słuchowych, otoczone wałami trąbkowymi i skupiskiem tkanki chłonnej tworzącymi migdałki trąbkowe. W miejscu przejścia sklepienia gardła w ścianę tylną jest skupisko tkanki limfatycznej, migdałek gardłowy – trzeci migdał. W ścianie przedniej gardła, idąc od góry, widoczne są nozdrza tylne, łączące jamę nosową z gardłem, poniżej znajduje się cieśń gardzieli, przez którą jama ustna komunikuje się z jamą gardłową. Najniżej znajduje się wejście do krtani, które przeważnie jest otwarte (podczas mówienia, oddychania) ale podczas połykania zamykane jest przez chrząstkę zwaną nagłośnią, co zapobiega przedostawaniu się pokarmu do układu oddechowego.

### Przełyk
Przełyk jest przewodem mięśniowo-błoniastym o podłużnym przebiegu; łączy gardło z żołądkiem. Czynność przełyku polega na transporcie pokarmu z gardła do żołądka dzięki ruchom perystaltycznym. Ściana przełyku nie ma zdolności wchłaniania pokarmu ani trawienia. Gdy pokarm dociera do końca przełyku, mięsień przypominający pierścień — zwany dolnym zwieraczem przełyku — rozluźnia się i pozwala pokarmowi przejść do żołądka. Ten zwieracz zwykle pozostaje zamknięty, aby zapobiec cofaniu się treści żołądkowej do przełyku (Choroba refluksowa przełyku).
Przełyk ma długość średnio około 23–25 cm, odległość od siekaczy do żołądka około 40 cm i posiada trzy fizjologiczne zwężenia:
- zwężenie górne – w przejściu gardła w przełyk, mięśnie w tym miejscu tworzą czynnościowy mięsień zwieracz przełyku.
- zwężenie środkowe – na wysokości rozdwojenia tchawicy w miejscu, gdzie aorta zstępująca od strony lewej i do tyłu, a oskrzele lewe od przodu obejmują przełyk. Nie jest ono powodowane budową samej ściany przełyku, lecz przyleganiem obu sąsiednich narządów;
- zwężenie dolne – podobnie jak i górne, jest zwężeniem czynnościowym, spowodowanym napięciem mięśni okrężnych, leży około 3 cm powyżej wpustu żołądka.

Ściana przełyku składa się licząc od wewnątrz z:
- błony śluzowej
- utkania podśluzowego
- błony mięśniowej
  - warstwy okrężnej
  - warstwy podłużnej.

### Żołądek

Topografia przewodu pokarmowego (z usuniętym jelitem krezkowym)

Żołądek to narząd, stanowiący część przewodu pokarmowego, której zasadniczą rolą jest trawienie pokarmu, oraz spełnia trzy funkcje motoryczne: magazynowanie,  mieszanie i opróżnianie. U kręgowców jest to rozszerzona część pomiędzy przełykiem i jelitem. Komórki główne żołądka wydzielają pepsynogen (nieaktywna forma pepsyny), po uaktywnieniu następuje rozkład białek przez pepsynę.

#### Położenie
U człowieka żołądek znajduje się w jamie brzusznej na wysokości od Th11 (11. kręgu piersiowego) (wpust żołądka) do L3 (3. kręgu lędźwiowego).

#### Budowa
Żołądek ma kształt workowaty, z przełykiem łączy się za pomocą wpustu żołądka, a z dwunastnicą łączy go odźwiernik, otwór otoczony silną mięśniówką okrężną, która rozszerza się i zwęża w zależności od różnicy pH między środowiskami. Bocznie od części wpustowej widoczne jest dno żołądka przechodzące w trzon. Obie te części obejmują łukowate dwie krzywizny: lewa większa oraz prawa mniejsza, będąca jakby przedłużeniem ściany przełyku. Trzon żołądka ustawiony jest bardziej pionowo, podczas gdy następująca po nim część odźwiernikowa przebiega raczej poziomo. Otwór końcowy żołądka stanowi odźwiernik przechodzący w dwunastnicę. Podział anatomiczny żołądka na trzon i część odźwiernikową odpowiada jego czynnościom: trzon magazynuje pokarm (nawet do 8 godzin) i częściowo trawi, a część odźwiernikowa przesuwa go do dwunastnicy.
Błona śluzowa żołądka tworzy liczne, wysokie fałdy o przebiegu podłużnym. Obecne w ścianie żołądka gruczoły wydzielają sok żołądkowy, w skład którego wchodzą przede wszystkim enzymy trawienne oraz kwas solny, który niszczy połknięte drobnoustroje i pobudza mięśnie ściany żołądka do skurczów, co ułatwia mieszanie pokarmu z enzymami i przesuwanie go do jelita. Produkowany w żołądku śluz zabezpiecza jego ściany przed niszczącym wpływem kwaśnego soku żołądkowego oraz działaniem enzymów trawiennych (czyli samostrawieniem). Błonę mięśniową tworzą 3 warstwy mięśni, których czynność warunkują okresowe ruchy perystaltyczne, które powodują mieszanie i rozcieranie masy pokarmowej oraz przesuwanie jej ku odźwiernikowi i przechodzenie do dwunastnicy. Żołądek unerwiony jest przez włókna nerwowe autonomicznego układu nerwowego.

#### Wielkość
Wielkość żołądka jest zmienna i zależy od jego wypełnienia, napięcia jego ścian oraz pozycji ciała.
- Długość żołądka: 25–30 cm
- Szerokość żołądka: 12–14 cm
- Pojemność: 1000–3000 ml

### Jelito cienkie
Jelito cienkie ciągnie się od żołądka aż do jelita grubego, od którego odgranicza się zastawką krętniczo-kątniczą. Zajmuje ono okolicę pępkową, podbrzuszną i obie okolice biodrowe a częściowo i miednicę małą. Jego długość wynosi ok. 4–6 m, średnica 3–5 cm. Jelito cienkie dzielone jest na dwunastnicę, jelito czcze i kręte. Dwunastnica leży na wysokości pierwszego kręgu lędźwiowego, ma długości 25 do 30 cm. Kształt jej jest podobny do litery C. Do górnego odcinka dwunastnicy wpada przewód żółciowy i trzustkowy. Jelito czcze i kręte leżą wewnątrz i są zawieszone na krezce, przez którą dążą nerwy i naczynia. Wspólną cechą w budowie jelita cienkiego jest błona surowicza, umięśnienie (podłużne i okrężne), podśluzowa i śluzowa. Błona śluzowa ma wiele fałdów i kosmków, przez co powierzchnia jej ogromnie się zwiększa. Mięśnie jelita cienkiego mieszają pokarm z sokami trawiennymi z trzustki, wątroby i jelita, a następnie przesuwają mieszaninę do przodu w celu dalszego trawienia. Ściany jelita cienkiego wchłaniają wodę i strawione składniki odżywcze do krwiobiegu. W miarę trwania perystaltyki produkty uboczne procesu trawienia przedostają się do jelita grubego.
Czasem zdarza się, że położenie narządów wewnętrznych, a więc i układu trawiennego, jest odwrotne, tak więc wątroba będzie po stronie lewej, śledziona po prawej, wyrostek robaczkowy po lewej itd. (odwrócenie trzewi - (łac. situs inversus)). Anomalia ta występuje u 0,01% populacji.

### Jelito grube
Jelito grube dzieli się na jelito ślepe (kątnicę), okrężnicę i odbytnicę. Okrężnicę z kolei dzieli się na:
- okrężnicę wstępującą
- okrężnicę poprzeczną
- okrężnicę zstępującą
- i okrężnicę esowatą (esicę).

Długość wszystkich tych odcinków wynosi ok. 1,5 m. Jelito ślepe leży w prawej okolicy biodrowej. Jest ono od jelita cienkiego oddzielone zastawką krętniczo-kątniczą. Od jelita ślepego odchodzi wyrostek robaczkowy. Jelito ślepe przechodzi w okrężnicę wstępującą, która znowu pod wątrobą zagina się (tzw. zagięcie wątrobowe okrężnicy) i biegnie mniej więcej poziomo w stronę lewą jako okrężnica poprzeczna; ta z kolei w lewym podżebrzu, pod śledzioną, znowu się zagina (zagięcie śledzionowe okrężnicy) i biegnie w dół jako okrężnica zstępująca. Wreszcie przechodzi w okrężnicę esowatą (esicę). Nazwa tego odcinka okrężnicy pochodzi od jej kształtu litery S. Jest skierowana początkowo łukiem wypukłym ku stronie prawej, a następnie zakręca w dół przechodząc w odbytnicę. Esica ma czasem długą krezkę i ulega skrętowi. Skręt esicy jest jedną z postaci niedrożności jelit i jako taki może stanowić stan zagrożenia życia. Niedrożność jelit ze skręcenia (popularnie nazywany „skrętem kiszek”) polega na skręceniu się jelita dookoła osi długiej, powodujące jego zatkanie i dodatkowo uciśnięcie naczyń krwionośnych, co grozi niedokrwieniem, a następnie martwicą części jelita. Esica przechodzi wreszcie w odbytnicę.
Jelito grube ma charakterystyczną budowę, jego ściany są pofałdowane i pozagłębiane. Budowa ściany jelita grubego jest podobna do budowy jelita cienkiego.
W jelicie grubym żyje około 500 gatunków symbiotycznych bakterii. Jedną z nich jest Escherichia coli (nazywana w skrócie E. coli). Rozkładają one nieprzyswojone składniki pokarmu i starsze komórki wyściółki przewodu pokarmowego. W wyniku tego powstaje półpłynna masa, z której odzyskiwana jest woda i formowane są masy kałowe, które ruch perystaltyczny jelita grubego przesuwa do jego końcowego odcinka – odbytnicy i przez otwór odbytowy usuwane na zewnątrz.

## Czynność motoryczna przewodu pokarmowego
Zawartość przewodu pokarmowego ulega stałemu przesuwaniu, w kierunku od jamy ustnej do odbytu. Ważnym mechanizmem warunkującym prawidłowe funkcjonowanie przewodu pokarmowego jest jego skoordynowana i precyzyjna czynność motoryczna – perystaltyka. W wypadku jelit najbardziej charakterystyczny jest ruch robaczkowy (nazwa historyczna), a częściej nazwany obecnie bardziej prawidłowo – ruchem perystaltycznym. Polega on na tym, że skurcz jelita powstaje tylko w pewnym jego odcinku, na skutek skurczu mięśni okrężnych i posuwa się naprzód, podobnie jak obserwujemy to np. u dżdżownic. Prócz tych ruchów istnieją jeszcze ruchy wahadłowe, powstałe na skutek skurczu mięśni podłużnych. Obecnie uważa się, że to właśnie ruchy odcinkowe (wahadłowe) odgrywają ważniejszą rolę w przesuwaniu pokarmu niż ruchy perystaltyczne. Skurcze odcinkowe zachodzą z większą częstotliwością w proksymalnych niż w dystalnych częściach jelit co powoduje stopniowe przesuwanie pokarmu. Ważną rolę w perystaltyce jelita grubego odgrywają tzw. wędrujące kompleksy motoryczne (MMC) pojawiające się co kilka godzin. W jelicie grubym ruchy perystaltyczne zachodzą także w kierunku ododbytnicowym. Na czynność motoryczną jelit ma wpływ wiele czynników. Niektóre hormony oraz odruchy nerwowe (żołądkowo-jelitowy czy jelitowo-jelitowy) mogą modyfikować aktywność fragmentów przewodu pokarmowego. Nadmierna czynność motoryczna jelit towarzyszy biegunce, a osłabiona jest ważnym mechanizmem zaparć.

## Trawienie
Do przyswojenia zdecydowanej większości pożywienia (białka, tłuszcze i węglowodany) konieczne jest trawienie. W jego wyniku zachodzi proces rozkładu do substancji prostszych, które podlegają wchłanianiu. Pokarmy są trawione za pomocą soków wydzielanych przez różne gruczoły.
Gruczoły ślinowe produkują ślinę, która zawiera amylazę ślinową. Błona śluzowa żołądka wydziela sok składający się głównie z kwasu solnego i pepsyny, jelito cienkie – tzw. sok jelitowy. Soki te różnią się składem i czynnością. Oprócz tego do jelit wydzielają dwa ważne gruczoły – wątroba (żółć) i trzustka (sok trzustkowy). Strawione składniki pokarmu ulegają wchłanianiu; odbywa się ono głównie w jelicie cienkim, a w jelicie grubym wchłaniane są tylko niektóre substancje, jak np. woda i sole mineralne, oraz witamina K.

### Ukrwienie przewodu pokarmowego
Układ trawienny jest zaopatrywany w krew przez pień trzewny, która jest pierwszą gałęzią aorty brzusznej i jest jedną z tętnic, która odżywia narządy trawienne przez odpowiednie gałęzie:
- tętnica żołądkowa lewa oddająca gałązki zaopatrujące przełyk, oraz żołądek
- tętnica wątrobowa wspólna oddająca tętnicę wątrobową właściwą i tętnicę żołądkowo-dwunastniczą,
- tętnica śledzionowa oddająca tętnicę żołądkowo-sieciową lewą i drobne tętniczki zaopatrujące trzustkę[15]

Z rejonów zaopatrywanych przez pień trzewny krew odpływa przez żyłę wrotną do wątroby.
Następną gałęzią aorty brzusznej jest tętnica krezkowa górna, która zaopatruje obszary przewodu pokarmowego pochodzące z jelita środkowego, obejmujące dystalne 2/3 dwunastnicy, jelito czcze, jelito kręte, kątnicę, wyrostek robaczkowy, okrężnicę wstępującą i proksymalne 2/3 okrężnicy poprzecznej.
Z narządów zaopatrywanych przez tętnicę krezkową górną krew odpływa żyłą krezkową górną do żyły wrotnej wątroby.
Ostatnią gałęzią, która jest ważna dla układu pokarmowego, jest tętnica krezkowa dolna, która zaopatruje obszary przewodu pokarmowego pochodzące z jelita tylnego, obejmujące dystalną 1/3 okrężnicy poprzecznej, okrężnicę zstępującą, okrężnicę esowatą, odbytnicę i odbyt powyżej linii grzebieniastej.
Z narządów zaopatrywanych przez tętnicę krezkową dolną krew odpływa żyłą krezkową dolną do żyły wrotnej wątroby (najczęściej za pośrednictwem żyły śledzionowej, czasem żyły krezkowej górnej).
Wzmorzony przepływ krwi do przewodu pokarmowego osiąga maksimum 20–40 minut po posiłku i trwa 1,5–2 godziny.

## Narządy układu pokarmowego człowieka
- jama ustna
- gardło
- przełyk
- żołądek

Jelito cienkie:
Składa się z trzech części:
- dwunastnica
- jelito czcze
- jelito kręte

Jelito grube:
- wyrostek robaczkowy
- jelito ślepe (kątnica)
- okrężnica
- odbytnica

Gruczoły przewodu pokarmowego:
- ślinianki
- wątroba
- trzustka